# Veronica Sobukwe
Zondeni Veronica Sobukwe (Provincia de KwaZulu-Natal, 27 de julio de 1927 - Graaff-Reinet, 15 de agosto de 2018) fue una enfermera sudafricana que desempeñó un papel fundamental en la Campaña de Desafío. Su esposo, Robert Sobukwe, fue un destacado disidente político. Su familia fue acosada constantemente por la policía.

## Biografía
Veronica Sobukwe (de soltera Mate) nació el 27 de julio de 1927 en Hlobane, Provincia KwaZulu-Natal. Sobukwe era enfermera en prácticas en el Hospital Victoria en Lovedale, Cabo Oriental. En 1898 se creó el Hospital Victoria a través de la Institución Misionera Lovedale y fue el primer hospital en Sudáfrica en formar a enfermeras negras. Mientras Zondeni Sobukwe era aprendiz, se vio envuelta en un conflicto laboral con la dirección del hospital. 
La disputa se convirtió en una huelga y Sobukwe fue una de sus líderes, lo que llamó la atención de Robert Sobukwe, presidente del Consejo de Representantes Estudiantiles de la Universidad de Fort Hare en 1949. Zondeni Sobukwe fue expulsada del Lovedale College, el mismo año, por su participación en la Huelga del Hospital Victoria. Después de su expulsión, la Liga Juvenil ANC de Fort Hare envió a Sobukwe a Johannesburgo para entregar una carta a Walter Sisulu para llamar su atención sobre las luchas de las enfermeras en Alice.
El 6 de junio de 1954 se casó con Robert Sobukwe y tuvieron cuatro hijos, Miliswa, Dinilesizwe, Dalindyebo y Dedanizizwe. Después de casarse, trabajó en la Clínica Jabavu en Soweto. Mientras su esposo estaba en prisión, Zondeni solicitó sin éxito a Jimmy Kruger y al primer ministro B. J. Vorster, la liberación de su esposo para que pudiera recibir tratamiento médico en casa.
En un intento por encontrar la verdad sobre la causa de la muerte de su esposo, Zondeni Sobukwe testificó ante la Comisión para la Verdad y la Reconciliación en King Williams Town el 12 de mayo de 1997.
Murió el 15 de agosto de 2018 a la edad de 91 años tras una larga enfermedad en su casa de Graaff-Reinet

## Homenajes
La Sede Regional del Congreso Nacional Africano en Nelson Mandela Bay pasó a llamarse Florence Matomela House en noviembre de 2012. La Sra. Angie Motshekga, entonces Ministra de Educación Básica y Presidenta de la Liga de Mujeres del Congreso Nacional Africano, describió a Florence Matomela, en la Conferencia Conmemorativa de Florence Mathomela, como alguien que había luchado contra la 'triple opresión', es decir, la dominación colonial, patriarcal y de clase. El Museo Red Location en New Brighton celebró una exposición durante un año dedicada a estas mujeres de la lucha por la liberación, rindiendo homenaje a Florence Matomela, Nontuthuzelo Mabala, Veronica Sobukwe, Lilian Diedricks y Nosipho Dastile.